# Manises (kommunhuvudort)
Manises är en kommunhuvudort i Spanien.   Den ligger i provinsen Província de València och regionen Valencia, i den östra delen av landet, 300 km öster om huvudstaden Madrid. Manises ligger 55 meter över havet och antalet invånare är 30 508.
Terrängen runt Manises är platt.Runt Manises är det mycket tätbefolkat, med 2 521 invånare per kvadratkilometer. Närmaste större samhälle är Valencia, 7,8 km öster om Manises. Trakten runt Manises består till största delen av jordbruksmark.